# Dicknerviges Haarblattmoos
Das Dicknervige Haarblattmoos (Cirriphyllum crassinervium) ist eine Laubmoos-Art aus der Familie Brachytheciaceae.

## Beschreibung
Die mäßig kräftigen bis kräftigen Pflanzen bilden hellgrüne bis dunkelgrüne oder bräunliche, glänzende Rasen. Frische Pflanzen riechen beim Zerreiben nach Gurke. Die niederliegenden Stämmchen sind teils dicht verzweigt. Die aufrechten, runden und feucht angeschwollenen Äste weisen oft gerade in eine Richtung. Die dicht stehenden, anliegenden bis abstehenden Blätter sind etwa 2 Millimeter lang, oval bis eilänglich, mehr oder weniger hohl, nicht oder wenig faltig und ziemlich rasch in eine lanzettlich-pfriemenförmige Spitze verschmälert. Der Blattgrund läuft schmal am Stämmchen herab. Die Blattränder sind nur an der Blattbasis schmal umgeschlagen, sonst nach oben zu flach und besonders im oberen Teil deutlich gezähnt. Die Blattrippe ist am Ansatz sehr kräftig und nimmt hier etwa ein Viertel bis ein Fünftel der Blattbreite ein, ist nach oben allmählich verschmälert und endet in der oberen Blatthälfte. Astblätter sind ähnlich den Stämmchenblättern, aber etwas kleiner. Die Blattzellen sind in der Blattmitte mäßig dickwandig, rhombisch-wurmförmig, 6 bis 10 Mikrometer breit und 35 bis 60 (maximal 80) Mikrometer lang, am Blattgrund rechteckig, kürzer und breiter. In den nicht abgesetzten Blattflügeln finden sich einige Reihen kurz-rechteckiger bis quadratischer Zellen.
Die Geschlechterverteilung ist diözisch. Die Art fruchtet sehr selten. Die Seta ist warzig rau, die Kapsel eiförmig bis elliptisch, geneigt und gekrümmt bis hochrückig. Der Deckel ist konisch und lang geschnäbelt. Sporen sind fein papillös und 16 bis 20 Mikrometer groß.
Es handelt sich um eine recht variable Art, die leicht mit anderen Arten aus der Brachythecium-Verwandtschaft verwechselt werden kann. Unterscheidungsmerkmale sind unter anderen die löffelförmig hohlen Blätter, die an der Basis sehr kräftige Blattrippe und der Geruch nach Gurke beim Zerreiben frischer Pflanzen.

## Standortansprüche
Das an ozeanische und ozeanisch getönte Klimabereiche gebundene Moos wächst an basenreichen, frischen und lichten bis schattigen Standorten vor allem auf übererdetem Gestein (meist Kalkgestein), seltener auf basenreicher Baumborke oder auf Mauern und Beton. Oft befinden sich die Wuchsorte in der Nähe von Fließgewässern.

## Verbreitung
Die Art hat weltweit ihr Verbreitungsgebiet in Europa, in Vorderasien, auf Madeira und den Kanarischen Inseln und in Nordafrika (Algerien).
In Europa lebt sie besonders in den Kalkgebieten, im Norden bis Norwegen und Island, im Süden bis ins Mittelmeergebiet und den westlichen und nördlichen Teilen der Iberischen Halbinsel, im Osten bis zur Oder und zu den Karpaten.
In den Mittelgebirgen von Deutschland ist die Art oft häufig, in den übrigen Gebieten selten. In den Nördlichen Kalkalpen Österreichs und am Ost- und Südostrand der Alpen kommt sie zerstreut bis selten vor. Sie lebt in der kollinen bis montanen Höhenstufe und steigt bis auf etwa 1000 Meter hinauf.